# Francisco Bonfiglio
Francisco Bonfiglio (Mar del Plata, 2 gennaio 2002) è un calciatore argentino, attaccante del Miami FC.

## Caratteristiche tecniche
È un centravanti.

## Carriera
Ha iniziato a giocare a calcio nel Kimberley (MdP), per poi passare al San Lorenzo nel 2016. Due anni più tardi si è rifiutato di firmare un contratto professionistico ed è stato acquistato dagli spagnoli del Villarreal. Nel 2021 è stato assegnato alla squadra C dove ha debuttato il 14 novembre nell'incontro di Segunda División RFEF pareggiato 1-1 contro l'Orihuela. il 13 febbraio 2022 ha segnato i suoi primi gol mettendo a segno una doppietta nella trasferta vinta 4-3 sul campo del Torrent e l'8 maggio seguente ha debuttato nella squadra B in Primera División RFEF contro il Real M. Castilla. Nel settembre del 2023 è stato ceduto in prestito fino a dicembre all'Independiente ma nel gennaio del 2024 ha rescisso il contratto con il club biancorosso, per poi passare con la stessa formula all'Atl. Tucumán.

## Statistiche

### Presenze e reti nei club
Statistiche aggiornate al 2 settembre 2024.
| Stagione        | Squadra         | Campionato      | Campionato | Campionato | Coppe nazionali | Coppe nazionali | Coppe nazionali | Coppe continentali | Coppe continentali | Coppe continentali | Altre coppe | Altre coppe | Altre coppe | Totale | Totale | Totale |
| Stagione        | Squadra         | Comp            | Pres       | Reti       | Comp            | Pres            | Reti            | Comp               | Pres               | Reti               | Comp        | Pres        | Reti        | Pres   | Reti   |        |
| --------------- | --------------- | --------------- | ---------- | ---------- | --------------- | --------------- | --------------- | ------------------ | ------------------ | ------------------ | ----------- | ----------- | ----------- | ------ | ------ | ------ |
| 2021-2022       | Villarreal C    | SDR             | 23         | 3          | -               | -               | -               | -                  | -                  | -                  | -           | -           | -           | 23     | 3      |        |
| 2022-2023       | Villarreal C    | SF              | 29         | 6          | -               | -               | -               | -                  | -                  | -                  | -           | -           | -           | 29     | 6      |        |
| 2021-2022       | Villarreal B    | PDR             | 1          | 0          | -               | -               | -               | -                  | -                  | -                  | -           | -           | -           | 1      | 0      |        |
| 2024            | Atl. Tucumán    | PD              | 4          | 0          | CA+CdL          | 1+5             | 0               | -                  | -                  | -                  | -           | -           | -           | 10     | 0      |        |
| Totale carriera | Totale carriera | Totale carriera | 57         | 9          |                 | 6               | 0               |                    | -                  | -                  |             | -           | -           | 63     | 9      |        |